# Операция «Приливная волна»
Операция «Приливная волна» — воздушная атака бомбардировщиков военно-воздушных сил армии США, базирующихся в Ливии и на юге Италии, целью которой являлись девять нефтеперерабатывающих заводов в районе города Плоешти (Румыния), 1 августа 1943 года, во время Второй мировой войны. Эта стратегическая бомбардировка являлась частью «нефтяной кампании», целью которой являлось прекращение поставок нефти странам «Оси». Эффект от бомбардировок оказался очень спорным.
Данная операция была одной из самых дорогих для ВВС США на Европейском театре военных действий, в результате которой было потеряно 53 самолёта и 660 членов экипажа. Это был самый дорогостоящий воздушный налёт союзников в войне, и его дата была позже названа «Чёрным воскресеньем». Пять Медалей Почёта и 56 крестов «За выдающиеся заслуги», а также множество других наград получили члены команды «Операция приливной волны».